# Laser chimique
Le laser chimique est un laser dont la source de rayonnement est une réaction chimique , le plus souvent exothermique, émettant un rayonnement électromagnétique (chimiluminescence). Les ondes électromagnétiques émises sont amplifiées par réflexions multiples sur un miroir. Ainsi amplifiés, ils sont émis hors de la cavité résonnante.
Ainsi, les trois composants d'un laser chimique sont :
- la source de rayonnement, un gaz moléculaire,
- la pompe optique, la réaction chimique libérant de l'énergie lumineuse,
- la cavité résonnante: deux miroirs qui, par contre-réaction, amplifient la source et produise un rayonnement amplifié cohérent.

## Principe de fonctionnement
Les lasers chimiques sont soit de type infrarouge, soit de type ultraviolet, selon que les molécules sont excitées à partir du domaine infrarouge du spectre ou du domaine des ultraviolets. Le fondement théorique du laser est l'excitation prolongée des atomes augmentant la probabilité d'occupation de niveaux d'énergie plus élevés que dans l'état fondamental de la molécule. On parle à ce sujet d'inversion de population, et c'est pourquoi l'acronyme « laser » évoque une émission stimulée.
Les lasers chimiques exploitent l'énergie dégagée dans une réaction chimique, le plus souvent en phase gazeuse, énergie qui est le plus souvent stockée sous forme d'énergie cinétique vibratoire de la molécule (cf. vibration moléculaire). L'excitation laser est donc le plus souvent une excitation des vibrations rotatoires depuis l'état électronique fondamental, dans la plage de longueurs d'onde entre 3 et 10 µm. L'énergie chimique est convertie en rayonnement cohérent. On l'obtient par une réaction chimique exothermique avec peu ou pas d'apport d'énergie électrique.
Ces lasers ne sont pas purement chimiques dans la mesure où il faut tout de même préalablement exciter les atomes ou molécule en réaction par une décharge électrique, une réaction de photolyse ou un faisceau cathodique etc. L'amplification du rayonnement est assurée par une cavité résonnante à miroirs perpendiculaire à l'orifice du réacteur.
Les recherches sur ce type de laser ont été abandonnées aux États-Unis depuis 2012 dans le cadre de la lutte contre les gaz à effet de serre, pour privilégier désormais les lasers alcalins à la base des diodes laser.

## Types

### Exemple: laser à chlorure d'hydrogène
Ce laser repose sur la séquence réactionnelle suivante :
{\displaystyle \mathrm {Cl_{2}+h\nu \longrightarrow 2Cl^{*}} }
{\displaystyle \mathrm {Cl+H_{2}\longrightarrow HCl+H} }
{\displaystyle \mathrm {H+Cl_{2}\longrightarrow HCl+Cl} }
(où hν représente le photon ultraviolet amis par la lampe à décharge)
Le laser chlorhydrique consiste pour l'essentiel en une conduite d'hydrogène où le gaz s'écoule autour d'une lampe à incandescence halogène. Il se forme dans la conduite des molécules de gaz électroniquement excitées : leur rayonnement est amplifié par une paire de miroirs perpendiculaires à l'orifice de sortie, produisant l'émission laser, qui est un rayonnement lumineux amplifié cohérent.
| source laser               | longueur d'onde en μm |
| -------------------------- | --------------------- |
| acide fluorhydrique (HF)   | 1,3                   |
| acide chlorhydrique (HCl)  | 2,6–3,5               |
| Fluorure de deuterium (DF) | 3,5–4,1               |
| Acide bromhydrique (HBr)   | 4,0–4,2               |

### Laser fluorhydrique
Certaines réactions chimiques peuvent produire des molécules électroniquement excitées : tel est le cas de la synthèse de l'acide fluorhydrique, réaction exothermique qui s'écrit :
{\displaystyle \mathrm {F+H_{2}\longrightarrow H+HF} }
avec ΔH = 132 kJ/mol
L'énergie rayonnée ΔH dépasse de près de 70 % le niveau fondamental de la molécule d'acide fluorhydrique HF. La transition des électrons entre niveaux excités, avec les sauts quantiques v correspondants, produit le rayonnement source. L’excitation est sélective, déclenchant l'inversion de population entre modes vibratoires.
Le rayonnement laser se fait dans la plage de 2,6–3,5 μm, avec des raies spectrales spécifiques correspondant aux modes de rotation propres de la molécule.
- Avec une enthalpie chimique (ΔH) de 132 kJ/mol, les probabilités d'occupation des niveaux d'énergie cinétique vibratoire 0,1,2,3, donc des raies spectrales, sont respectivement 1:2:10:8
- Avec une enthalpie de ΔH = 410 kJ/mol, les raies v=1 à v=10 ont des intensités respectives de

6:6:9:16:20:33:30:16:9:6:6.
Le laser fluorhydrique présente un cycle de fonctionnement identique à celui du laser chlorhydrique  (l'hydrogène est converti en deutérium), à ceci près que la réaction d'amorçage produisant les radicaux fluorures libres est obtenue par bombardement d'une substance (moins nocive que le fluor pur, par ex. l'hexafluorure de soufre), avec un canon à électrons. L'oxygène gazeux, toujours présent dans le milieu réactionnel, permet l'évacuation du soufre sous forme de dioxyde SO2. Il n'y a à peu près que 1 % du gaz injecté qui réagit dans la source laser.
On a utilisé (mais occasionnellement seulement) ces lasers fluorhydrique pour les fusées. Leur usage en spectroscopie est également possible.

### Laser à iode
Un mélange gazeux typique de ces lasers est le FM-200, chargé dans une ampoule contenant un canon laser en silicate, sous une pression comprise entre 30 et 300 mbar.
Le processus réactionnel est le suivant :
{\displaystyle \mathrm {C_{3}F_{7}I+h\nu \longrightarrow C_{3}F_{7}+I*} }
{\displaystyle \mathrm {I*\longrightarrow I+h\nu } }
{\displaystyle \mathrm {C_{3}F_{7}+I+M\longrightarrow C_{3}F_{7}I+M} }
On a envisagé d'utiliser ces lasers à iode pour la fusion nucléaire.

### Lasers à oxygène-iode (COIL)
Ce laser (chemical oxygen iodine laser) constitue une variante du laser à iode. Il émet dans l'infrarouge moyen (λ=1,315 µm).
Il faut d'abord introduire un singulet de dioxygène (1ΔO2), qui par transfert d'énergie va jouer le rôle de pompe pour l'atome d'iode. Les atomes d'iode sont ainsi excités, produisant une inversion de population entre l'état fondamental I(2P3/2) et le premier état excité I(2P1/2). L'énergie est suffisante pour entretenir la dissociation des molécules de gaz iode.
La totalité du mélange réactif présent dans la cavité résonnante possède une vitesse d’écoulement deux fois supérieure à la vitesse du son. On réalise ainsi, aux basses températures et sous faible pression, une inversion de population remarquablement efficace. Il se trouve de plus que le mélange gazeux oxygène-iode excité rayonne sans perturber le champ électromagnétique de la cavité : le rayonnement laser est à la fois très stable et d'un rendement élevé.